# Cressi Sub
Cressi Sub SpA è un'azienda italiana produttrice di attrezzatura per attività subacquee.
L'azienda è stata, nel 2007, tra i soci fondatori del gruppo Confisub della Confindustria di Genova (assieme a Technisub, Mares, Scubapro-Uwatec, Seac Sub e Omersub), che al 2010 rappresentava il 70% del mercato internazionale nell'ambito delle attrezzature subacquee.

## Storia

Logo utilizzato tra il 1996 e il 2010

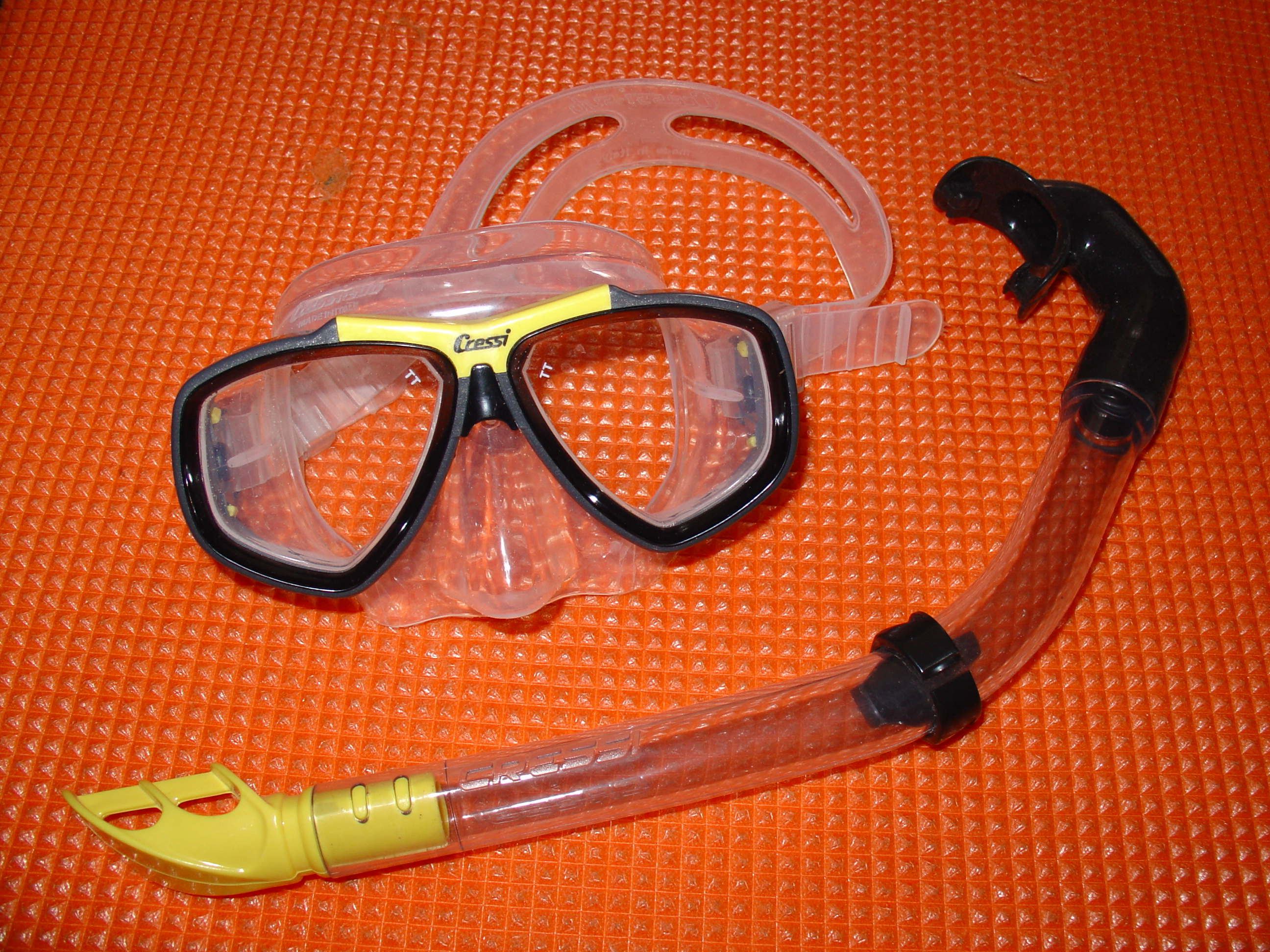
Maschera e boccaglio prodotti dalla Cressi Sub

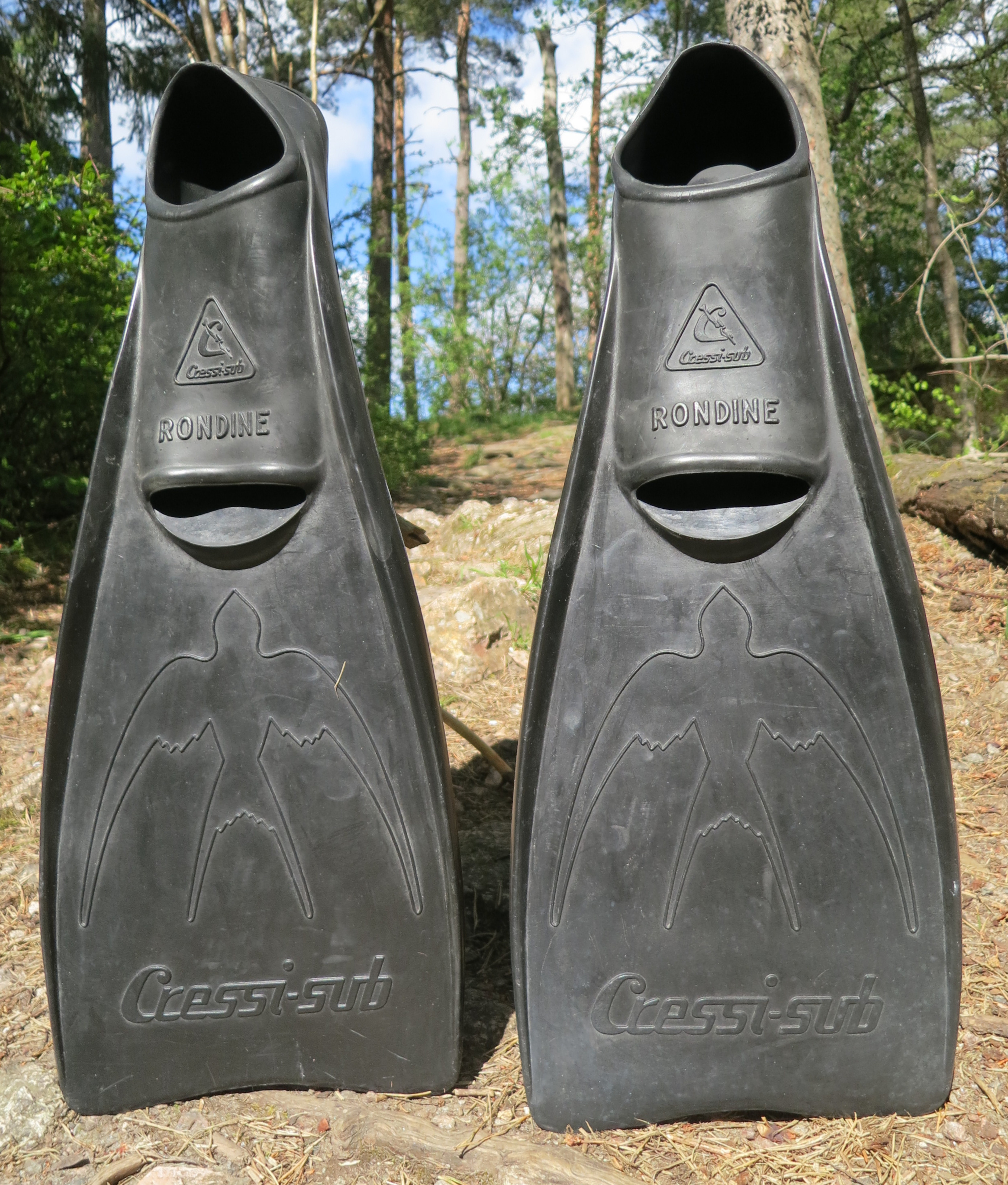
Pinne Rondine di Cressi Sub

Si tratta di un'azienda di subacquea tra le più antiche tra quelle ancora in attività: ufficialmente risale al 1946, quando i fratelli Egidio e Nanni Cressi la fondarono, per quanto già dal 1938 essi avessero iniziato a produrre su piccola scala (del 1943 è ad esempio la maschera Sirena). L'anno successivo, 1947, realizza il primo autorespiratore a circuito chiuso.
Tra il 1952 e il 1953 vengono create grazie alla collaborazione del futuro Presidente della Technisub Luigi Ferraro e alle sue esperienze belliche nella recentemente conclusasi Seconda guerra mondiale la maschera subacquea Pinocchio e le pinne Rondine. Al 1957 risale invece l'autorespiratore a ossigeno Aro AR57B, che subito entra in dotazione alle forze armate italiane, ai sommozzatori del Corpo nazionale dei vigili del fuoco e alle scuole subacquee.
Nel 1980 viene aperta una filiale a Nizza, all'inizio del decennio successivo ne seguono altre in Spagna e negli Stati Uniti.
Nel 2005 sponsorizza la spedizione "Mizar" per l'esplorazione del relitto dell'incrociatore italiano Armando Diaz nel Canale di Sicilia, esperienza ripetuta nel 2007 con la spedizione "Altair", dedicata all'esplorazione del relitto dell'incrociatore inglese HMS Manchester e al rinvenimento di quello dell'incrociatore italiano Alberto di Giussano.